# روز دانشجو
روز دانشجو، در ایران به ۱۶ ماه آذر گفته می‌شود. این روز به یاد سه دانشجو (مصطفی بزرگ‌نیا و احمد قندچی و مهدی شریعت‌رضوی) که هنگام اعتراض به دیدار رسمی ریچارد نیکسون معاون رئیس‌جمهور وقت ایالات متحده آمریکا و همچنین از سرگیری روابط ایران با بریتانیا، در تاریخ ۱۶ آذر ۱۳۳۲ (حدود چهار ماه پس از واقعه کودتای ۲۸ مرداد همان سال) در دانشگاه تهران کشته شدند، گرامی داشته می‌شود.

## پیشینه و شرح واقعه
در دههٔ ۱۳۲۰ و اوایل دهه ۱۳۳۰، پس از سقوط حکومت رضاشاه پهلوی و ایجاد فضای بازتر، فعالیت‌های سیاسی در بین دانشجویان دانشگاه تهران (تنها مؤسسه مدرن آموزش عالی آن زمان در ایران) بسیار افزایش یافت. در این دوران حزب توده، از نفوذ بسیاری در بین دانشجویان برخوردار بود چنان‌که بنا به گزارش‌های مختلف، بیش از نیمی از دانشجویان دانشگاه تهران عضو یا هوادار این حزب بودند. اما در دوران نخست‌وزیری محمد مصدق و افزایش محبوبیت جبههٔ ملی در اوایل دهه ۱۳۳۰، محوریت این حزب در دانشگاه به چالش کشیده شد. پس از وقوع کودتای ۲۸ مرداد ۱۳۳۲، سازمانهای سیاسی تشکیل دهنده جبهه ملی، برای دوره کوتاهی در یک ائتلاف ضعیف، تحت نام نهضت مقاومت ملی به مقاومت سیاسی دست زدند و تظاهرات‌ها و اعتصابهای پراکنده‌ای در پاییز همان سال در دانشگاه تهران و همچنین بازار، از جمله در تاریخ ۱۶ مهر و ۲۱ آبان، در اعتراض به محاکمه مصدق برگزار شد.
چند هفته پس از این وقایع، اعلام شد که روابط ایران و بریتانیا (که در زمان نخست‌وزیری مصدق قطع شده بود) از سر گرفته خواهد شد و ریچارد نیکسون نایب ریاست جمهوری وقت آمریکا برای دیدار رسمی به ایران خواهد آمد. این موضوع بهانه لازم برای اعتراضات را فراهم کرد و در ۱۶ آذر به سفارش نهضت مقاومت ملی، دانشجویان فعال به سخنرانی در کلاسها پرداختند و ناآرامی تمامی محوطه دانشگاه تهران را فرا گرفت. دولت وقت برای پیشگیری از هرگونه اقدام بعدی تصمیم به سرکوب اعتراضات گرفت. سربازان و نیروهای ویژه ارتشی پس از هجوم به دانشگاه، به کلاسهای درس حمله کرده و صدها دانشجو را بازداشت و زخمی نمودند. نیروهای امنیتی در دانشکده فنی، اقدام به شلیک تیر کردند که موجب مرگ سه دانشجوی این دانشکده به نامهای احمد قندچی، آذر (مهدی) شریعت‌رضوی و مصطفی بزرگ‌نیا شد. فردای آن روز نیکسون به ایران آمد و دکترای افتخاری در رشته حقوق را در دانشگاه تهران که در اشغال مشهود نیروهای نظامی بود، دریافت کرد.
وقایع آذر ۱۳۳۲، نمایانگر واکنش دولت کودتا به فعالیتهای دانشجویی بود و به دنبال آن سرکوب نظام‌مند تمامی اشکال دیگر مخالفتها، روی داد. ۱۶ آذر، توسط کنفدراسیون دانشجویان ایرانی خارج از کشور که مرکز اجتماع و مباحثه مخالفان حکومت پهلوی در خارج از ایران بود، روز دانشجو نامیده شد. دانشجویان پس از آن، هر سال در این روز اعتصابهای دانشجویی به راه می‌انداختند و در واقع ۱۶ آذرماه به معیار خوبی برای ارزیابی میزان نفرت از حکومت استبدادی و توانایی و نفوذ مخالفان در بین روشنفکران، تبدیل شد. این روز از آنزمان، همچنان از اهمیت تاریخی برجسته‌ای در ایران برخوردار بوده‌است.

## بزرگداشت روز دانشجو
هرساله توسط دانشجویان این روز، روزی برای اعتراضات مسالمت آمیز به مشکلات خود و همچنین مشکلات اجتماعی کشور مانند حمایت از اعتراضات کارگری است، البته بیشتر این اعتراضات به دلیل حضور نیروهای امنیتی به خشونت کشیده می‌شود. دانشجویان تابحال جدا از روز دانشجو به نوبه خود برای دانشجویان بازداشتی در زندان، برای حمایت از اعتراضات سراسری، اعتراضاتی را داشته‌اند؛ اعتراضات دانشجویان بیشتر با تجمع‌هایی در نزدیک دانشگاه‌ها آغاز می‌شود، در آغاز بیشتر دانشجویان با پلاکارد و شعارهایی موضع‌های سیاسی خود را بیان می‌کنند، در اعتراضاتی در سال ۱۳۹۸ برای حمایت از اعتراضات سراسری کارگران دانشجویان در دانشگاه بهشتی اعتصاب‌غذا انجام دادند و ظرف غذاهای خود را در خیابان ردیفی قرار دادند، که به نوبه خود منحصر به فرد بود، برخی دیگر از اعتراضات مانند اعتراضات در جلو دانشگاه امیرکبیر در آغاز با شعارهای حمله به شخصیت‌های سیاسی مانند خامنه‌ای و سلیمانی پیش‌رفته، و همچنین آتش زدن تصاویرشان، بیشتر اعتراضات که تابحال انجام شده از جمله همین دانشگاه امیر کبیر به خشونت کشیده شد، و تابحال دانشجویانی بودند که در این اعتراضات کشته یا زخمی شدند.